# Robin Kovács
Robin Kovács (* 16. November 1996 in Stockholm) ist ein schwedischer Eishockeyspieler, der seit 2024 beim Linköping HC aus der Svenska Hockeyligan unter Vertrag steht.

## Karriere
Kovács spielte bis 2011 in den Juniorenmannschaften des Flemingsbergs IK. Zur Saison 2011/12 wechselte der Stürmer dann zum AIK Solna, wo er in den folgenden zwei Jahren für die U18-Junioren des Vereins spielte. Im Verlauf der Saison 2012/13 gab er dabei sein Profidebüt in der Elitserien. Im folgenden Spieljahr war Kovacs, obwohl weiterhin für die U18 spielberechtigt, größtenteils für die U20-Junioren aktiv. Zudem bestritt er weitere drei Einsätze bei den Profis.
Im Jahr 2015 wurde er im KHL Junior Draft vom ZSKA Moskau sowie im NHL Entry Draft von den New York Rangers ausgewählt. Im selben Jahr zog ihn das North Bay Battalion beim CHL Import Draft 2015 in der zweiten Runde an insgesamt 108. Position gezogen. Wenig später wechselte Kovács vom mittlerweile in die zweitklassige HockeyAllsvenskan abgestiegenen AIK Solna zum Rögle BK aus der Svenska Hockeyligan (SHL), die ihn jedoch nach vier Einsätzen in der ersten Liga direkt zurück an den AIK verliehen.
Im Juli 2016 unterzeichnete Kovács einen Einstiegsvertrag bei den New York Rangers, kam jedoch lediglich beim AHL-Farmteam Hartford Wolf Pack zu Einsätzen. Zur folgenden Spielzeit verließ er Nordamerika und kehrte nach Schweden zurück, als sich der Stürmer Luleå HF anschloss. Eine weitere Station in seiner Karriere war der Örebro HK. Dort verweilte der Schwede bis zum Saisonende 2021/22.
Im Anschluss wechselte er in die Schweiz, als er einen Dreijahresvertrag beim Lausanne HC aus der National League unterzeichnete. Bereits ein Jahr vor Ende des Vertrages kehrte er 2024 nach Schweden zurück, wo er beim Linköping HC aus der Svenska Hockeyligan unter Vertrag steht.

### International
Auf internationaler Ebene kam Kovacs bei der World U-17 Hockey Challenge 2013 zum Einsatz, die er mit dem schwedischen Team gewann. Ebenso vertrat er sein Heimatland im selben Jahr beim Ivan Hlinka Memorial Tournament 2013. Zu ersten Einsätzen in der Herren-Nationalmannschaft kam er bei der Euro Hockey Tour 2022/23, als er zwei Spiele absolvierte.

## Erfolge und Auszeichnungen
- 2013 Goldmedaille bei der World U-17 Hockey Challenge
- 2024 Schweizer Vizemeister mit dem Lausanne HC

## SHL-Statistik
Stand: Ende der Saison 2021/22